# 小泉昭男
小泉 昭男（こいずみ あきお、1945年〈昭和20年〉10月6日 - ）は、日本の政治家。自由民主党所属の前参議院議員（2期）。
参議院決算委員長、農林水産副大臣（第2次安倍改造内閣・第3次安倍内閣）、財務大臣政務官（第1次安倍改造内閣）、川崎市議会議員（5期）、同議長を歴任。

## 略歴
東京都立園芸高等学校卒業。1987年（昭和62年）、川崎市議会議員選挙に出馬し当選。市議会議長も務めた。2001年（平成13年）、第54代全国市議会議長会会長に就任。
2004年（平成16年）の第20回参議院議員通常選挙に神奈川県選挙区（定数3）から出馬し、神道政治連盟の支援を受け初当選。2007年に発足した第1次安倍改造内閣では、財務大臣政務官に就任。選挙前に古巣の山崎派を離脱し無所属となる。2010年の第22回参議院議員通常選挙では神奈川県選挙区で再選。同年10月に参議院国土交通委員長に就任。
2014年9月3日、第2次安倍改造内閣で農林水産副大臣に就任。
2015年6月、2016年7月の第24回参議院議員通常選挙の候補者として自民党神奈川県連に公認を申請したが、同年8月これを取り下げ、「後進に道を譲る」との理由から任期限りで引退することを表明した。議員引退後も党活動・政治活動は続けるという。
2016年1月、参議院決算委員長に就任。同年11月、旭日重光章を受章。

## 不祥事
- 2004年に提出した資産報告書において、3300万円の貸付金の未記載が判明し、訂正を行った[2]。

## 政策・主張
- 永住外国人への地方選挙権の付与に反対[3]。
- 選択的夫婦別姓制度の導入に反対[4]。
- 東日本大震災の復興補正予算が議論される中、復興予算捻出のためのODA削減案に反対する超党派連合のメンバーとして名を連ねる[5][6]。

## 所属団体・議員連盟
- 神道政治連盟国会議員懇談会[7]
- TPP交渉における国益を守り抜く会
- 自転車活用推進議員連盟（幹事）[8]
- 東京サイクリング協会（会長）
- 日本自転車普及協会（会長）